# Fannia moseri
Fannia moseri is een vliegensoort uit de familie van de Fanniidae. De wetenschappelijke naam van de soort is voor het eerst geldig gepubliceerd in 1965 door Chillcott.